# Ignacio Camacho Barnola
Ignacio Camacho Barnola (Zaragoza, Aragón, España, 4 de mayo de 1990) es un exfutbolista español que jugaba de centrocampista. Su último equipo fue el VfL Wolfsburgo de Alemania.
Debutó en el Atlético de Madrid en la temporada 2007-08 y ganó en 2010 la Liga Europa de la UEFA y la Supercopa de Europa. En diciembre de ese año fue traspasado al Málaga C. F. por una cantidad cercana a los dos millones de euros.
Sus buenas actuaciones en el Málaga le llevaron a ser internacional con la selección española.

## Trayectoria

### Atlético de Madrid
Participó en la pretemporada 2007-08 con el primer equipo del Atlético de Madrid y jugó su primer partido en la Copa del Rey ante el Granada 74. El 1 de marzo de 2008 debutó en Primera División ante el Fútbol Club Barcelona. Marcó sus primeros dos goles en Primera División el 3 de mayo de 2008, un día antes de su mayoría de edad, con el Atlético de Madrid ante el Recreativo de Huelva.
El 12 de mayo de 2010 consiguió el primer título de su carrera. El Atlético de Madrid se proclamó campeón de la Europa League, competición a la que había accedido el club tras su eliminación de la Liga de Campeones, ganando por 2 goles a 1 al Fulham Football Club, en la final disputada en Hamburgo. Camacho no participó en la final y durante la competición tan solo disputó seis partidos, entrando en todos como suplente en los minutos finales.
La temporada siguiente no pudo comenzar mejor pues el 29 de agosto de 2010, Camacho volvió a levantar otro título internacional con el Atlético de Madrid al imponerse en la Supercopa de Europa al Inter de Milán, campeón de la Champions League, por dos goles a cero. Aunque en esta final sí jugó, su participación fue testimonial pues entró al campo en el minuto 90 en sustitución de Simão Sabrosa.

### Málaga Club de Fútbol

#### Debuts
El 28 de diciembre de 2010, Atlético de Madrid y Málaga C. F. acordaron el traspaso de Camacho por una cantidad cercana a los 2 millones de euros. Una vez que se abrió el plazo para inscribir jugadores en 2011, Camacho debutó con el Málaga en el partido de vuelta de la Copa del Rey del 5 de enero frente al Sevilla siendo el Málaga derrotado cero a tres y quedando eliminado. Tres días después, el 8 de enero, hizo su debut en Liga en el partido Málaga C. F. - Athletic Club que finalizó con empate a uno. En la media temporada que pasó en el club blanquiazul ayudó a que el equipo terminara en undécima posición manteniéndose en Primera División.

#### Temporada 2011-12
El 29 de abril de 2012 consiguió su primer gol como jugador del Málaga en la victoria por uno a cero en el partido correspondiente a la trigésimo quinta jornada de Liga ante el Valencia. Pese a este gol, las participaciones de Camacho se vieron reducidas jugando menos que la temporada anterior en la que se había incorporado a mitad de temporada aunque fue titular en los definitivos últimos partidos que llevaron al Málaga a acabar la temporada en cuarta posición y clasificarse para jugar la Liga de Campeones.

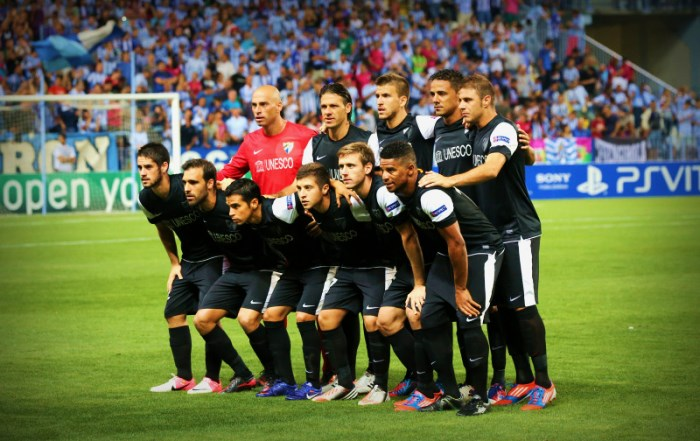
Camacho de pie, tercero por derecha, el 18 de septiembre de 2012, en el debut del Málaga en La Rosaleda en Liga de Campeones frente al Zenit de San Petersburgo.

#### Vuelta a Europa
El 22 de agosto de 2012 debutó en la Liga de Campeones con el equipo malagueño en la victoria por dos a cero ante el Panathinaikos correspondiente al partido de ida de la ronda de play-off. El Málaga, dirigido por el chileno Manuel Pellegrini, realizó una gran competición llegando hasta los cuartos de final en donde cayó eliminado por el Borussia Dortmund en los últimos minutos. Camacho disputó todos los partidos excepto uno.
En la competición liguera el equipo terminó en la sexta posición, disputando Camacho la mayoría de los partidos como titular, aunque no pudo clasificarse para disputar la Europa League debido a una sanción de la UEFA.

#### Regularidad
Tras haber disputado la Liga de Campeones durante la temporada 2012-13, las siguientes temporadas Camacho siguió siendo pieza clave en el equipo malacitano. Tras asegurar la permanencia durante la temporada 2013-14, Camacho renovó con el club malagueño hasta 2019. Solo las lesiones impidieron que Ignacio disputara más partidos y en la temporada 2014-15 el equipo estuvo cerca de volver a clasificarse para competición internacional.

### Retirada
El 14 de septiembre de 2020, tras dos años sin jugar a causa de las lesiones, anunció su retirada.

## Selección nacional
Ha sido internacional con la selección de fútbol de España sub-17, en la que fue el capitán del equipo, con la que se proclamó campeón de Europa (y fue nombrado mejor jugador del torneo) y subcampeón del mundo en verano de 2007. También ha sido internacional con la selección de fútbol sub-21 de España con la que se proclamó en 2013 campeón de la Eurocopa Sub-21.
En noviembre de 2014 fue convocado por la selección nacional absoluta para los partidos que enfrentarían a España contra Bielorrusia (fase de clasificación de la Eurocopa 2016) y Alemania (amistoso). Debutó con la selección absoluta en este último saltando al campo en el minuto 46 en sustitución de Sergio Busquets.

## Estadísticas

### Clubes
Actualizado a fin de carrera.
| Atlético de Madrid "B" · España | 2.ª B         | 2007-08       | 12  | 0  | —  | — | —  | — | 12  | 0  |
| Atlético de Madrid "B" · España | Total club    | Total club    | 12  | 0  | 0  | 0 | 0  | 0 | 12  | 0  |
| Atlético Madrid · España | 1.ª           | 2007-08       | 10  | 2  | 1  | 0 | 0  | 0 | 11  | 2  |
| Atlético Madrid · España | 1.ª           | 2008-09       | 8   | 0  | 3  | 0 | 1  | 0 | 12  | 0  |
| Atlético Madrid · España | 1.ª           | 2009-10       | 12  | 0  | 3  | 0 | 7  | 0 | 22  | 0  |
| Atlético Madrid · España | 1.ª           | 2010-11       | 0   | 0  | 2  | 0 | 3  | 0 | 5   | 0  |
| Atlético Madrid · España | Total club    | Total club    | 30  | 2  | 9  | 0 | 11 | 0 | 50  | 2  |
| Málaga C. F. · España | 1.ª           | 2010-11       | 15  | 0  | 1  | 0 | —  | — | 16  | 0  |
| Málaga C. F. · España | 1.ª           | 2011-12       | 13  | 1  | 1  | 0 | —  | — | 14  | 1  |
| Málaga C. F. · España | 1.ª           | 2012-13       | 33  | 2  | 4  | 1 | 11 | 0 | 48  | 3  |
| Málaga C. F. · España | 1.ª           | 2013-14       | 33  | 5  | 1  | 0 | —  | — | 34  | 5  |
| Málaga C. F. · España | 1.ª           | 2014-15       | 25  | 2  | 3  | 2 | —  | — | 28  | 4  |
| Málaga C. F. · España | 1.ª           | 2015-16       | 23  | 2  | 1  | 0 | —  | — | 24  | 2  |
| Málaga C. F. · España | 1.ª           | 2016-17       | 35  | 4  | 0  | 0 | —  | — | 35  | 4  |
| Málaga C. F. · España | Total club    | Total club    | 177 | 16 | 11 | 3 | 11 | 0 | 199 | 19 |
| VfL Wolfsburgo · Alemania | 1.ª           | 2017-18       | 11  | 0  | 4  | 1 | —  | — | 15  | 1  |
| VfL Wolfsburgo · Alemania | 1.ª           | 2018-19       | 6   | 0  | 0  | 0 | —  | — | 6   | 0  |
| VfL Wolfsburgo · Alemania | 1.ª           | 2019-20       | 0   | 0  | 0  | 0 | 0  | 0 | 0   | 0  |
| VfL Wolfsburgo · Alemania | Total club    | Total club    | 17  | 0  | 4  | 1 | 0  | 0 | 21  | 1  |
| Total carrera | Total carrera | Total carrera | 236 | 18 | 24 | 4 | 22 | 0 | 282 | 22 |
| (1) Incluye datos de la Copa del Rey, la Copa de Alemania y los playoffs de ascenso/descenso de la Bundesliga (2) Incluye datos de la Liga de Campeones de la UEFA (2008-09, 2009-10, 2012-13), la Liga Europa de la UEFA (2009-10, 2010-11) y la Supercopa de Europa (2010-11) |               |               |     |    |    |   |    |   |     |    |

### Selecciones

#### Participaciones en fases finales
| Competición     | Categoría | Sede   | Resultado | Partidos | Goles |
| --------------- | --------- | ------ | --------- | -------- | ----- |
| Eurocopa Sub-21 | Sub-21    | Israel | Campeón   | 4        | 0     |
| Total           | –         | –      | –         | 4        | 0     |

## Palmarés

### Títulos internacionales
| Título                  | Club (*)            | País     | Año  |
| ----------------------- | ------------------- | -------- | ---- |
| Europeo sub-17          | Selección de España | Bélgica  | 2007 |
| Liga Europea de la UEFA | Atlético de Madrid  | Alemania | 2010 |
| Supercopa de Europa     | Atlético de Madrid  | Mónaco   | 2010 |
| Eurocopa sub-21         | Selección de España | Israel   | 2013 |

(*) Incluyendo la selección.

### Distinciones individuales
| Distinción                                   | Año  |
| -------------------------------------------- | ---- |
| Mejor jugador del Europeo sub-17             | 2007 |
| Premio mediocentro de plata de Fútbol Draft  | 2008 |
| Premio mediocentro de bronce de Fútbol Draft | 2009 |
| Premio mediocentro de plata de Fútbol Draft  | 2010 |